# Pali (huyện)
Huyện Pali là một huyện thuộc bang Rajasthan, Ấn Độ. Thủ phủ huyện Pali đóng ở Pali. Huyện Pali có diện tích 12387 ki lô mét vuông. Đến thời điểm năm 2001, huyện Pali có dân số 1819201 người.